# Fania Baron
Fania Anísimovna Baron (Фаня Анисимовна Барон) (s/d - septiembre de 1921) fue una militante revolucionaria anarquista rusa. Vivió en los Estados Unidos desde 1910 hasta 1917 cuando retornó a Rusia luego de la revolución. En 1921 fue asesinada por la Cheka.

## Biografía

### Participación enNabaty el movimiento de Majnó
Fanya participó de la Confederación Nabat, que nucleaba a diversas organizaciones anarquistas de Ucrania durante 1919-1920. Esta Confederación tenía fuertes vínculos con el movimiento guerrillero de Néstor Majnó. Algunos de los integrantes de Nabat como Fanya y su esposo Aaron Baron, Volin y Piotr Arshínov realizaron actividades dentro de la Sección de Cultura y Educación del movimiento de Majnó. 
Volin y Aaron Baron figuraban entre los anarquistas que fueron arrestados por la Cheka para acabar con los anarquistas a fines de 1920. Fanya fue arrestada el 8 de marzo de 1921 junto a Grigori Maksímov durante un operativo de la Cheka contra la Conferencia Anarquista de Járkov, y fue transferida desde la prisión de Butyrka al campo de concentración de Riazán el 25 de abril de 1921.

### Escape de la prisión

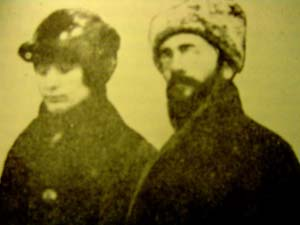
Fanya y Aaron Baron circa 1917-1921

A comienzos de julio de 1921, Fanya se fugó de su prisión en Riazán. Tenía planeado ayudar a su esposo Aarón Baron a fugarse también de su prisión en Moscú. El hermano de Aarón, que era del partido bolchevique, le ofreció su ayuda. Fanya fue nuevamente arrestada por la Cheka poco después.

### Captura y ejecución
Fanya Baron quedó detenida en la prisión de Taganka junto con otros 13 compañeros, sin que se le formulasen cargos en su contra. Inmediatamente iniciaron una huelga de hambre para atraer la atención de los visitantes sindicalistas extranjeros, y que presionarían por su liberación. León Trotski, en un intento de justificar la represión, declaraba en ese entonces que los bolcheviques no arrestaban a los verdaderos anarquistas, sino a criminales que actuaban en su nombre.
Un total de 10 de los 13 anarquistas detenidos fueron liberados y deportados el 17 de septiembre de 1921: Volin, Vorobiov, Mark Mrachny, Mijáilov, Grigori Maksímov, Yudin, Efim Yarchuk, Anatol Gorélik, Feldman y Fiódorov. Fanya Baron y el poeta Lev Chorni quedaron detenidos y fueron ejecutados posteriormente. Su ejecución fue ordenada por el propio Lenin.[cita requerida]
Fanya fue fusilada por la Cheka el 29 de septiembre de 1921, y su muerte se convirtió en un símbolo de la barbarie del régimen bolchevique. Aaron Baron tuvo su ejecución en suspenso hasta 1937 cuando fue fusilado por la NKVD en Tobolsk.

## Fanya Baron en la cultura contemporánea
Una librería australiana, Jura Books, ha denominado a su colección de libros como The Fanya Baron Library en honor a su coraje y sacrificio por la revolución anarquista.